# Black Russian (banda)
Black Russian é uma banda pop do início dos anos 80.
O Black Russian era um trio de soviéticos judeus dissidentes, Serge Kapustin, Natasha Kapustin e Vladimir Shneider, que emigraram para os Estados Unidos em 1976 e assinaram com a Motown Records em 1980, que teve apenas um grande e estrondoso êxito popular (até no Brasil), Leave Me Now,  hoje bem lembrado como flash-back nas rádios que tocam uma programação segmentada, como a Antena 1.
Outros títulos da banda são: Move Together, Life Is Too Short, Emptiness, New York City e Mystified, que saíram todos pela gravadora Motown Records.